# Pseudoplanoendothyra
Pseudoplanoendothyra es un género de foraminífero bentónico de la subfamilia Endostaffellinae, de la familia Endothyridae, de la superfamilia Endothyroidea, del suborden Fusulinina y del orden Fusulinida. Su especie tipo es Quasiendothyra rotayi. Su rango cronoestratigráfico abarca desde el Tournaisiense superior hasta el Viseense inferior (Carbonífero inferior).

## Discusión
Clasificaciones más recientes incluyen Pseudoplanoendothyra en la subfamilia Spinoendothyrinae,  de la familia Loeblichiidae, de la superfamilia Loeblichioidea, del suborden Endothyrina, del orden Endothyrida, de la subclase Fusulinana de la clase Fusulinata.

## Clasificación
Pseudoplanoendothyra incluye a las siguientes especies:
- Pseudoplanoendothyra composita †
- Pseudoplanoendothyra compta †
- Pseudoplanoendothyra diversa †
- Pseudoplanoendothyra diviricata †
- Pseudoplanoendothyra grata †
- Pseudoplanoendothyra grozdilovae †
- Pseudoplanoendothyra honesta †
- Pseudoplanoendothyra intermedia †
- Pseudoplanoendothyra kalmiussi †
- Pseudoplanoendothyra kurjensis †
- Pseudoplanoendothyra nordvikensis †
- Pseudoplanoendothyra obscura †
- Pseudoplanoendothyra parachomatica †
- Pseudoplanoendothyra ponderosa †
- Pseudoplanoendothyra rotai †
- Pseudoplanoendothyra rotayi †
- Pseudoplanoendothyra rudis †
- Pseudoplanoendothyra solida †
- Pseudoplanoendothyra subcinica †
- Pseudoplanoendothyra vicina †